# Relations entre Malte et l'OTAN
Malte et l'Organisation du traité de l'Atlantique nord (OTAN) entretiennent des relations étroites. Malte est l'un des quatre membres de l'Union européenne qui ne sont pas membres de l'OTAN. Malte entretient des relations officielles avec l'OTAN depuis 1995, date à laquelle elle a adhéré au programme du Partenariat pour la paix. Bien qu'elle se soit retirée en 1996, elle est redevenue membre en 2008.

## Histoire
| Pays membres de l'OTAN Pays dont le protocole d’accession est signé Pays en cours d'adhésion Pays invités à rejoindre l'OTAN | Pays n'ayant pas l'intention de rejoindre l'OTAN Pays n'ayant pas exprimé leur intention |

Pays membres de l'OTAN
Pays dont le protocole d’accession est signé
Pays en cours d'adhésion
Pays invités à rejoindre l'OTAN
Pays n'ayant pas l'intention de rejoindre l'OTAN
Pays n'ayant pas exprimé leur intention

Lorsque le traité de l'Atlantique nord est signé en 1949, l'île méditerranéenne de Malte est un territoire dépendant du Royaume-Uni, l'un des premiers signataires du traité. À ce titre, la colonie de Malte et dépendances partage les adhésions internationales du Royaume-Uni, y compris l'OTAN. Entre 1952 et 1965, le quartier général des forces alliées méditerranéennes était basé dans la ville de Floriana, juste à l'extérieur de la capitale maltaise, La Valette. Lorsque Malte accède à l'indépendance en 1964, le Premier ministre Giorgio Borg Olivier souhaite que le pays adhère à l'OTAN. Olivier craint que la présence du siège de l'OTAN à Malte, sans les garanties de sécurité qu'implique l'appartenance à l'OTAN, ne fasse de ce pays une cible potentielle. Cependant, selon un mémorandum qu'il avait préparé à l'époque, le secrétaire général adjoint de l'OTAN, James A. Roberts, l'a découragé de présenter officiellement une demande d'adhésion. Certains membres de l'OTAN, dont le Royaume-Uni, s'opposaient à l'adhésion de Malte à l'OTAN[pourquoi ?]. En conséquence, Olivier envisage d'autres solutions, comme devenir un membre associé ou des garanties de sécurité unilatérales, ou fermer le siège de l'OTAN à Malte en guise de représailles,,. Finalement, Olivier soutient l'alliance et signe un accord de défense avec le Royaume-Uni pour l'utilisation des installations militaires maltaises en échange d'environ 2 millions de livres sterling par an,. Cette politique amicale change en 1971, lorsque Dom Mintoff, du Parti travailliste, est élu Premier ministre. Mintoff soutenait la neutralité comme politique étrangère, et cette position est ensuite inscrite dans la Constitution du pays en 1974 sous la forme d'un amendement à l'article premier. Le pays rejoint le mouvement des non-alignés en 1979, au moment où la Royal Navy britannique quitte sa base au chantier naval de Malte.
En 1995, sous le mandat du Premier ministre Edward Fenech Adami du Parti nationaliste, Malte s'est jointe au forum de défense multilatéral du Conseil de partenariat euro-atlantique et au programme du Partenariat pour la paix de l'OTAN. Toutefois, lorsque le Parti travailliste a repris le pouvoir l'année suivante, il a retiré Malte des deux organisations. Bien que les nationalistes aient repris la majorité au Parlement en 1998, Malte n'a rejoint les programmes du CPEA et du PPP qu'en 2008, après l'adhésion du pays à l'Union européenne en 2004. Depuis sa réadhésion, Malte a renforcé ses relations avec l'OTAN et s'est associée à des projets plus vastes, notamment le processus de planification et d'examen du PPP et le programme OTAN Science for Peace and Security,.
L'adhésion à l'OTAN n'est soutenue par aucun des partis politiques du pays, ni par le Parti travailliste au pouvoir, ni par le Parti nationaliste d'opposition. Le secrétaire général de l'OTAN, Jens Stoltenberg, a déclaré que l'alliance respectait pleinement la position de neutralité de Malte et n'exerçait aucune pression pour que le pays adhère à l'alliance. Un sondage réalisé par le ministère des Affaires étrangères de la nation insulaire a révélé en février 2022 que 63 % des personnes interrogées soutiennent la neutralité de l'île, et seulement 6 % s'y opposent, et 14% sont indécis. Selon un sondage Eurobaromètre réalisé en mai 2022, 75 % des Maltais sont toutefois favorables à une plus grande coopération militaire au sein de l'Union européenne.

## Relations étrangères de Malte avec les États membres de l'OTAN
- Albanie
- Allemagne
- Belgique
- Bulgarie
- Canada
- Croatie
- Danemark
- Espagne
- États-Unis
- Estonie
- Finlande
- France
- Grèce
- Hongrie
- Islande
- Italie
- Lettonie
- Lituanie
- Luxembourg
- Macédoine du Nord
- Monténégro
- Norvège
- Pays-Bas
- Pologne
- Portugal
- Roumanie
- Royaume-Uni
- Slovaquie
- Slovénie
- Tchéquie
- Turquie